# Jerzy Stelak
Jerzy Stelak, ps. „Kruk” (ur. 28 sierpnia 1914 w Sosnowcu, zm. prawdopodobnie 1 kwietnia 1997) – dowódca II Batalionu 3 Brygady AL im. gen. Józefa Bema.

## Życiorys
Jerzy Stelak urodził się w rodzinie robotniczej, był synem Stanisława i Marii Stelaków. Ukończył 7 klas szkoły powszechnej, następnie podjął pracę w Fabryce Mebli Giętych w Radomsku oraz był urzędnikiem w Zarządzie Miejskim w Radomsku. Należał do Polskiej Partii Robotniczej. Od czerwca 1943 służył w Gwardii Ludowej, a następnie w Armii Ludowej jako dowódca II Batalionu 3 Brygady AL im. gen. Józefa Bema. Od marca 1945 był kierownikiem Miejskiego Urzędu Bezpieczeństwa Publicznego w Łodzi, a następnie w czerwcu 1945 został kierownikiem (w stopniu majora) Wydziału do Walki z Bandytyzmem w ramach Wojewódzkiego Urzędu Bezpieczeństwa Publicznego w Łodzi, którym był do sierpnia 1945, kiedy to został zwolniony ze służby.
Był organizatorem Związku Byłych Uczestników Walk o Niepodległość i Demokrację w Łodzi, z polecenia Mieczysława Moczara.
W 1946 został odznaczony orderem Virtuti MiIitari V klasy,  w 1955 medalem 10-lecia Polski Ludowej, a w 1980 Krzyżem Komandorskim Orderu Odrodzenia Polski.
Pochowany na cmentarzu komunalnym Doły w Łodzi.